# Vénuste Niyongabo
Vénuste Niyongabo, (Vugizo, Makamba, Burundi, 9. prosinca 1973.), je umirovljeni srednje i dugoprugaš iz Burundija. Olimpijski je pobjednik na utrci od 5000 m 1996. i svjetski brončani trkač na 1500 m iz 1995. godine.

## Počeci
Niyongabo je rođen u mjestu Vugizo iz pokrajine Makamba u južnom Burundiju. Pripadnik je plemena Tutsi. Kao juniorski trkač, na atletskim mitinzima postizao je visoke rezultate. Tako je primjerice, na Svjetskom juniorskom prvenstvu 1992. osvojio srebro na utrci na 1500 m.

## Karijera
Na prvom seniorskom prvenstvu, Niyongabo je nastupio 1993. Tada je na Svjetskom prvenstvu u Stutgartu ispao u polufinalu natjecanja, na utrci u 1500 m. Nakon toga, Niyongabo pobjeđuje je na nekoliko velikih utrka 1994. i 1995. Jedan od tih rezultata je bronca na Svjetskom prvenstvu u Göteborgu (Švedska) 1995. Na toj utrci, od njega su bili brži samo Alžirac Noureddine Morceli i Marokanac Hicham El Guerrouj.

### OI 1996.
1996. na Olimpijadi u Atlanti, Vénuste Niyongabo je proglašavan potencijalnim kandidatom za osvajanje zlatne medalje na dugoprugaškoj utrci na 5000 m. Sam Niyongabo je u razgovorima otklanjao tu mogućnost, govoreći da ne može "rezultatski sustići" sunarodnjaka Dieudonné Kwizeru. Dieudonné Kwizera nije se mogao natjecati za Burundi na Olimpijadama 1988. u Seolu i 1992. u Barceloni, jer Burundi tada nije imao nacionalni olimpijski odbor. Na Olimpijadi u Atlanti, Kwizera je bio trener atletske momčadi. Taj se potez pokazao dobrim za sportaše.
U konačnici, na utrci na 5000 m, Niyongabo neočekivano osvaja zlatnu medalju, zasad jedinu olimpijsku medalju u sportskoj povijesti Burundija.
| RANG | IME ATLETIČARA    | FINALE   | POLUFINALE | HEAT     |
| ---- | ----------------- | -------- | ---------- | -------- |
|      | Venuste Niyongabo | 13:07.96 | 14:03.48   | 13:54.53 |
|      | Paul Bitok        | 13:08.16 | 13:27.61   | 13:54.45 |
|      | Khalid Boulami    | 13:08.37 | 13:29.72   | 13:54.72 |
| 4.   | Dieter Baumann    | 13:08.81 | 14:03.75   | 13:52.00 |
| 5.   | Tom Nyariki       | 13:12.29 | 14:03.21   | 13:51.47 |
| 6.   | Bob Kennedy       | 13:12.35 | 13:27.90   | 13:54.57 |
| 7.   | Enrique Molina    | 13:12.91 | 14:04.08   | 13:51.55 |
| 8.   | Brahim Lahlafi    | 13:13.26 | 13:27.73   | 13:51.25 |
| 9.   | Shem Kororia      | 13:14.63 | 13:27.50   | 14:02.75 |
| 10.  | Fita Bayissa      | 13:18.30 | 13:30.88   | 13:50.61 |
| 11.  | Smail Sghir       | 13:22.89 | 14:04.23   | 14:02.71 |
| 12.  | Gennaro Di Napoli | 13:28.36 | 13:28.80   | 14:03.56 |
| 13.  | Reda Benzine      | 13:42.34 | 13:37.52   | 14:03.06 |
| 14.  | Stephane Franke   | 13:44.64 | 13:40.94   | 14:06.34 |
| 15.  | Aissa Belaout     | 14:06.52 | 14:04.56   | 13:51.96 |

### OI 2000.
Nakon Olimpijade u Atlanti, Niyongabo je pretrpio nekoliko ozljeda, te se nakon toga više nikad nije vratio na razinu koju je imao prije ozljeda. Njegov pokušaj da obrani olimpijsko zlato na Olimpijadi u Sydneyju 2000. godine, "neslavno je propao". Trkač je na polufinalu ostvario 15. vrijeme.
Niyongabo je u karijeri bio šesti najbrži trkač na jednu milju (1.609344 km), a njegov najbolji rezultat na milju - 3:46.70, je 13. najbrži rezultat svih vremena, stavljajući ga iza velikih imena kao što su Hicham El Guerrouj, Noah Ngeny, Noureddine Morceli, Steve Cram i Daniel Komen.
| RANG | IME ATLETIČARA           | POLUFINALE   | USPJEH         |
| ---- | ------------------------ | ------------ | -------------- |
| 1.   | Ali Saidi-Sief           | 13:29.34     | Kval. u finale |
| 2.   | Serhiy Lebid             | 13:29.69     | Kval. u finale |
| 3.   | Serhiy Lebid             | 13:29.98     | Kval. u finale |
| 4.   | Serhiy Lebid             | 13:29.98     | Kval. u finale |
| 5.   | Serhiy Lebid             | 13:29.99     | Kval. u finale |
| 6.   | Serhiy Lebid             | 13:30:12     | Kval. u finale |
| 7.   | Mark Carroll             | 13:30.60     |                |
| 8.   | Craig Mottram            | 13:31.06     |                |
| 9.   | Yousef El Nasri          | 13:34.49     |                |
| 10.  | Mohamed Said El-Wardi    | 13:35.18     |                |
| 11.  | Bradley Hauser           | 13:39.41     |                |
| 12.  | Pablo Olmedo             | 13:40.34     |                |
| 13.  | Mustapha Essaid          | 13:40.82     |                |
| 14.  | Sam Mfula Mwape          | 13:41.72     |                |
| 15.  | Vénuste Niyongabo        | 13:49.57     |                |
| 16.  | Bolota Asmeron           | 14:15.26     |                |
| 17.  | Gyan Bahadur Bohara      | 14:34.15     |                |
| 18.  | Houna Murad Murad Shihab | 14:49.40     |                |
| 19.  | Maung Nge Maung          | 15:12.93     |                |
| 20.  | Mohammed Mourhit         | Nije startao |                |

## Sportska postignuća

### Osobni rekordi
| OSOBNI REKORDI | OSOBNI REKORDI | OSOBNI REKORDI | OSOBNI REKORDI     | OSOBNI REKORDI | OSOBNI REKORDI |
| Utrka          | Vrsta          | Vrijeme        | Datum              | Mjesto         |                |
| -------------- | -------------- | -------------- | ------------------ | -------------- | -------------- |
| 1000 m         | Otvoreno       | 2:15,63        | 18. srpnja 1995.   | Salamanca      |                |
| 1000 m         | Dvorana        | 2:15,62        | 27. veljače 1995.  | Stockholm      |                |
| 1500 m         | Otvoreno       | 3:29,18        | 22. kolovoza 1997. | Bruxelles      |                |
| 1500 m         | Dvorana        | 3:33,17        | 22. veljače 1998.  | Liévin         |                |
| Milja          | Otvoreno       | 3:46,70        | 26. kolovoza 1997. | Berlin         |                |
| 2000 m         | Otvoreno       | 4:48,69        | 12. srpnja 1995.   | Nica           |                |
| 3000 m         | Otvoreno       | 7:34,03        | 16. kolovoza 1996. | Köln           |                |
| 3000 m         | Dvorana        | 7:37,82        | 25. veljače 1995.  | Birmingham     |                |
| 5000 m         | Dvorana        | 13:03,29       | 3. lipnja 1996.    | Saint-Denis    |                |

### Osvojeni trofeji
| OSVOJENI TROFEJI | OSVOJENI TROFEJI   | OSVOJENI TROFEJI |
| Godina           | Turnir             | Uspjeh           |
| ---------------- | ------------------ | ---------------- |
| 1995.            | Svjetsko prvenstvo | Bronca           |
| 1996.            | Olimpijske igre    | Zlato            |

## Atletsko umirovljenje
Nakon atletskog umirovljenja, Vénuste Niyongabo je 2005. radio za Nike-ovu podružnicu Ekin u Italiji. Vodio je elitnu međunarodnu momčad Nike Bowerman. Momčad je 2005. sudjelovala na višesportskom natjecanju u „Hood to Coast” u Oregonu, SAD.

## Vanjske poveznice
- Burundi's First Olympics End With a Gold Medal